# جیلیان لین
جیلیان لین (انگلیسی: Gillian Lynne؛ زاده ۲۰ فوریهٔ ۱۹۲۶) رقصنده، هنرپیشه، و طراحی رقص بریتانیایی است.